# Claire Bloom

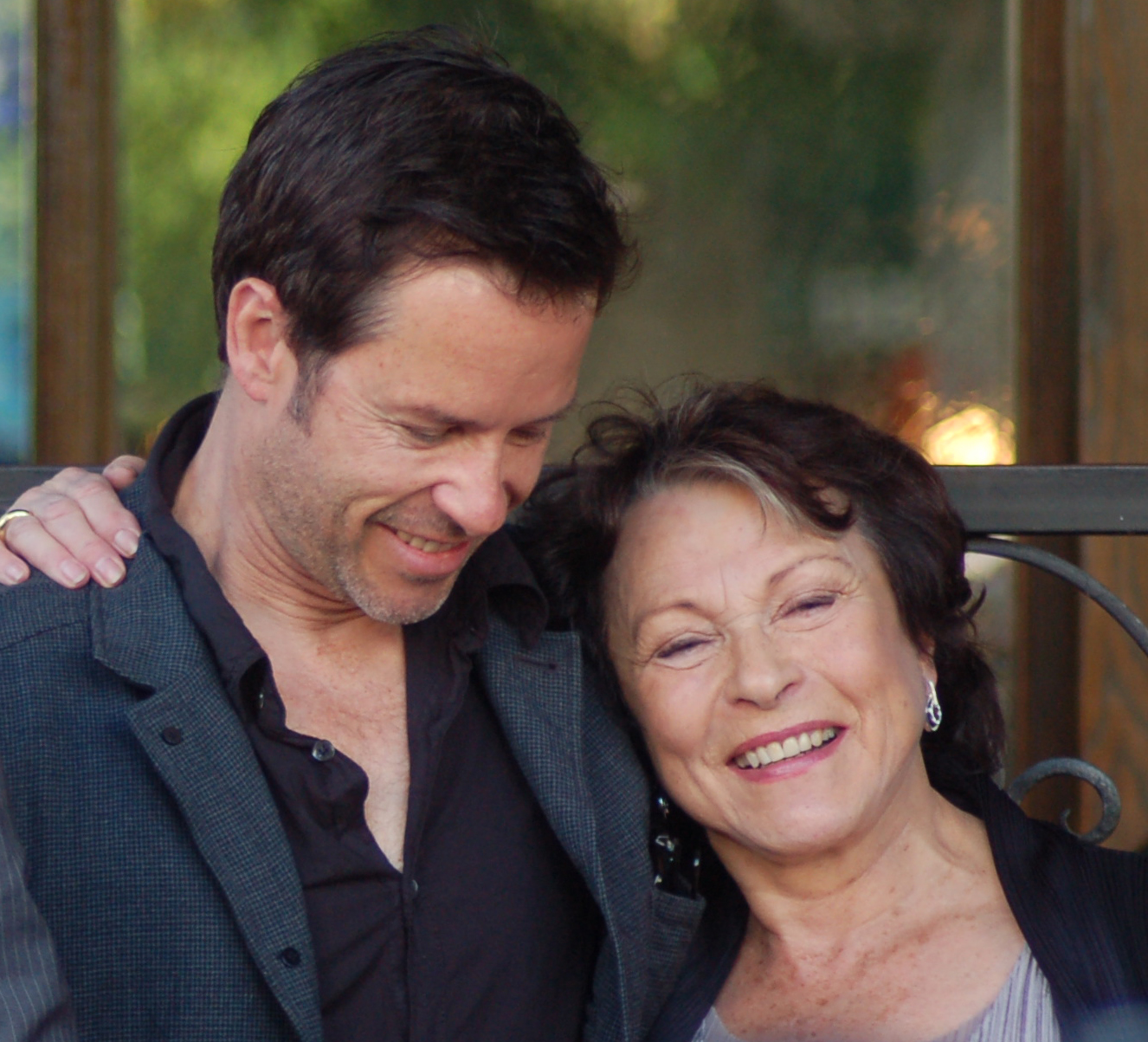
Claire Bloom met Guy Pearce in 2011

Claire Bloom (Londen, 15 februari 1931), geboren als Patricia Claire Blume, is een Brits actrice.

## Biografie
Bloom werd geboren in de Londense wijk Finchley. Haar grootouders waren Oost-Europese Joodse immigranten uit Hrodna. Zij doorliep haar middelbare school aan de Badminton School in Bristol. Hierna heeft zij het acteren geleerd aan de Guildhall School of Music and Drama en aan de Central School of Speech and Drama, beide in Londen.
Claire Bloom was driemaal getrouwd. Van 1959 tot en met 1969 was zij getrouwd met acteur Rod Steiger. Uit dit huwelijk heeft zij een dochter, de operazangeres Anna Steiger. Van 1969 tot en met 1972 was zij getrouwd met producer Hillard Elkins. Haar derde huwelijk ten slotte van 1990 tot en met 1994 was met de schrijver Philip Roth.

## Filmografie

### Films
Selectie:
- 2010 The King’s Speech – als koningin Mary
- 2003 Imagining Argentina – als Sara Sternberg
- 1999 The Lady in Question – als Emma Sachs
- 1981 Clash of the Titans – als Hera
- 1977 Islands in the Stream – als Audrey
- 1965 The Spy Who Came in from the Cold – als Nan Perry
- 1963 The Haunting – als Theodora
- 1962 The Chapman Report – als Naomi Shields
- 1959 Look Back in Anger – als Helena Charles
- 1958 The Buccaneer – als Bonnie Brown
- 1956 Alexander the Great – als Barsine
- 1953 The Man Between – als Susanne Mallison
- 1952 Limelight – als Thereza

### Televisieseries
Uitgezonderd eenmalige gastrollen.
- 2019 Summer of Rockets - als tante Mary - 6 afl.
- 2005-2013 Doc Martin - als Margaret Ellingham - 4 afl.
- 2009-2010 Doctor Who – als de vrouw – 2 afl.
- 2006-2007 Trial & Retribution – als Helen Masters – 2 afl.
- 2000 Tales from the Madhouse – als vrouw van Pilate – miniserie
- 1998 Imogen's Face – als Elinor – miniserie
- 1993-1995 As the World Turns – als Orlena Grimaldi - ? afl.
- 1992 The Camomile Lawn – als Sophy – 4 afl.
- 1984 Ellis Island – als Rebecca Weiler – miniserie
- 1981 Brideshead Revisited – als Lady Marchmain – 5 afl.
- 1979 Backstairs at the White House – als Mrs. Edith Galt Wilson – 3 afl.
- 1975 A Legacy – als Sarah Merz – 5 afl.

## TheaterwerkBroadway
- 1998-1999 Electra – als Clytemnestra
- 1976 The Innocents – als Miss Bolton
- 1972 Viyat! Vivat Regina – als koningin van Schotland Mary
- 1971 Hedda Gabler – als Hedda Tesman
- 1971 A Doll's House – als Nora Helmer
- 1959 Rashomon – als vrouw
- 1956-1657 Romeo and Juliet – als Juliet
- 1956-1957 King Richard II – als koningin

- Bibsys: 98063152
- Biblioteca Nacional de España: XX1108812
- Bibliothèque nationale de France: cb13177576h (data)
- Catàleg d'autoritats de noms i títols de Catalunya: 981058528872906706
- Gemeinsame Normdatei: 119438097
- International Standard Name Identifier: 0000 0001 2131 2319
- Library of Congress Control Number: n81046997
- MusicBrainz: 842e6db3-0565-4d85-a8fb-dc71f0c757e9
- Nationale Bibliotheek van Tsjechië: xx0067166
- Nationale bibliotheek van Australië: 36115482
- Nationale Bibliotheek van Israël: 987007258695005171
- Nationale Bibliotheek van Polen: a0000002334388
- Nederlandse Thesaurus van Auteursnamen: 069008655
- SNAC: w6805qct
- Système universitaire de documentation: 035262095
- Trove: 1214850
- Virtual International Authority File: 46900256
- WorldCat: E39PBJqVQkGgcF6tkB7bghHHmd